# Pavel Pálffy z Erdődu
Pavel Josef Mikuláš hrabě Pálffy z Erdődu (maďarsky Erdődi gróf Pálffy Pál József Miklós; 27. června 1827 Vídeň – 4. dubna 1866 tamtéž) byl uherský šlechtic z rodu Pálffyů, dědičný vrchní župan Prešpuské župy, rytíř řádu svatého Štěpána, c. k. armádní kapitán jezdectva a lovec.

## Život
Narodil se jako syn hraběte Mikuláše Pálffyho, císařského a královského komorníka, a hraběnky Terezie Rossiové. Byl c. k. komořím a kapitánem jezdectva. V roce 1852 obdržel Rytířský kříž Řádu svatého Štěpána.
Jako vynikající lovec byl zapáleným mecenášem dostihové dráhy a hřebčína ve Fótu, které založil několik let před svou smrtí. Staral se také o příkladný stav zvěře v malackém revíru, pořádal výborně organizované hony a získal pověst nejznamenitějšího lovce.

### Manželství a potomstvo
Dne 9. května 1855 se oženil s hraběnkou Geraldinou Károlyiovou (1836–1915), dcerou hraběte Štěpána Károlyiho a Františky Esterházyové. Manželé žili poklidným rodinným životem Malackách v širokém okruhu přátel. Měli celkem sedm dětí:
- 1. Františka Marie Romana Leopoldina Henrieta (9. července 1856 Malacky – ?)
- 2. Anna Marie Terezie Geraldina (19. února 1858 Vídeň – 2. září 1932 Budapešť)
- 3. Marie Geraldina Terezie Gabriela (5. září 1859 Malacky – 20. března 1928 Bern)
- 4. Mikuláš Antonín (11. listopadu 1861 Malacky – 6. března 1935 Vídeň)
- 5. Markéta Marie Terezie Gabriela (10. července 1863 Malacky – 7. srpna 1954 Mór)
- 6. Alexandr (11. ledna 1865 Malacky – 28. srpna 1921 Vídeň)
- 7. Pavla Marie Klára Bartolemea (24. srpna 1866 Malacky – 2. srpna 1945 Budapešť)